# 2004 en science
| Années de la science : 2001 - 2002 - 2003 - 2004 - 2005 - 2006 - 2007    |
| Décennies de la science : 1970 - 1980 - 1990 - 2000 - 2010 - 2020 - 2030 |

Cet article présente les faits marquants de l'année 2004 en science.

## Évènements
- 8 juin : transit de Vénus largement diffusé en vidéo par divers médias[1].

- 21 octobre : l'International Human Genome Sequencing Consortium publie la séquence complète du génome humain[2].
- Octobre : découverte du graphène, un cristal bidimensionnel de carbone, par Andre Geim à Manchester.
- Novembre : publication du génome de mimivirus.
- 9 décembre : publication du génome de la poule (Gallus gallus)[3].

## Publications
- Luigi Luca Cavalli-Sforza : L'evoluzione della cultura. Milano, Codice edizioni, 2004. (Évolution biologique, Évolution culturelle, Éditions Odile Jacob, 2005,  (ISBN 978-2-7381-1647-5)
- Gerald Edelman : Wider than the Sky: The Phenomenal Gift of Consciousness (Yale Univ. Press 2004)  (ISBN 978-0-300-10229-1)

## Prix
- Prix Nobel

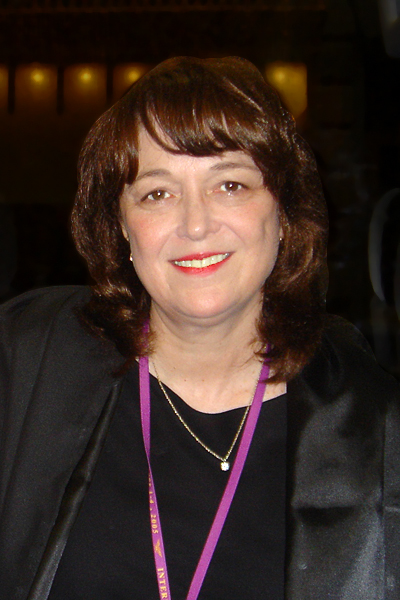
Linda B. Buck

  - Prix Nobel de physiologie ou médecine : Linda B. Buck et Richard Axel
  - Prix Nobel de physique : David J. Gross, H. David Politzer et Frank Wilczek
  - Prix Nobel de chimie : Aaron Ciechanover, Avram Hershko et Irwin Rose

- Prix Lasker
  - Prix Albert-Lasker pour la recherche médicale fondamentale : Pierre Chambon, Ronald Evans, Elwood Jensen
  - Prix Albert-Lasker pour la recherche médicale clinique : Charles Kelman (en)

- Médailles de la Royal Society
  - Médaille Copley : Harold Kroto
  - Médaille Buchanan : David Lane (en)
  - Médaille Darwin : Enrico Coen et Rosemary Carpenter
  - Médaille Davy : Takeshi Oka (en)
  - Médaille Hughes : John Clarke
  - Médaille royale : James Black, Alec Jeffreys, Jack Lewis
  - Médaille Rumford : Richard Dixon

- Médailles de la Geological Society of London
  - Médaille Lyell : Dianne Edwards
  - Médaille Murchison : Philip England
  - Médaille Wollaston : Geoffrey Eglinton

- Prix Jules-Janssen (astronomie) : Jayant Narlikar
- Prix Turing en informatique : Vinton G. Cerf et Robert E. Kahn
- Médaille Bruce (Astronomie) : Chushiro Hayashi
- Médaille Linnéenne : Geoffrey Boxshall et John Dransfield
- Médaille d'or du CNRS : Alain Connes
- Grand Prix de l'Inserm : Jean-Marc Egly

## Décès

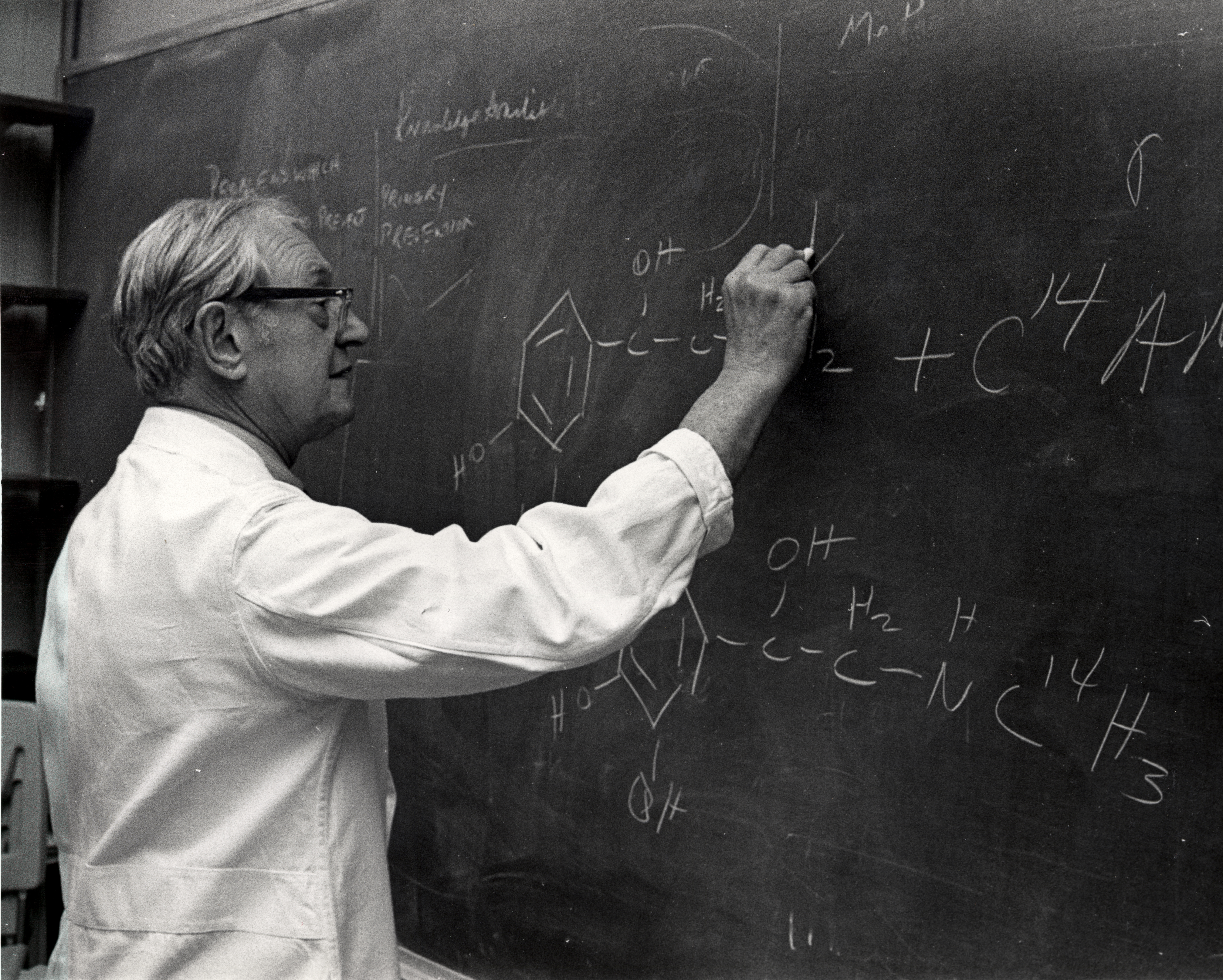
Julius Axelrod

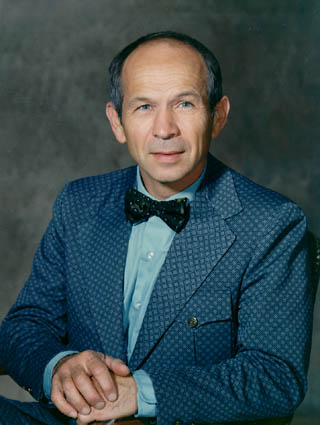
Maxime Faget

- 8 février : Arne Eggebrecht (né en 1935), égyptologue allemand.
- 18 février : Jean Rouch (né en 1917), réalisateur de cinéma et ethnologue français.
- 28 février : Angie Turner King (née en 1905), chimiste, mathématicienne et enseignante américaine.

- 15 mars : John Pople (né en 1925), chimiste anglais, prix Nobel de chimie en 1998.
- 27 mars : Hugh Christopher Longuet-Higgins (né en 1923), chimiste théorique et chercheur en sciences cognitives britannique.
- 19 avril : John Maynard Smith (né en 1920), biologiste de l'évolution et généticien britannique.

- 8 mai : William Joseph Knight (né en 1929), pilote américain de X-15.
- 20 mai : Kenneth McIntyre (né en 1910), avocat, historien et mathématicien australien.
- 26 mai : Nikolaï Tchernykh (né en 1931), astronome russe.
- 8 juin : Fosco Maraini (né en 1912), ethnologue, orientaliste, alpiniste et écrivain italien.
- 22 juin : Robert Bemer (né en 1920), ingénieur en aéronautique et informaticien américain.

- 1er juillet : Jacques Ruffié (né en 1921), médecin français, fondateur de l'hématotypologie.
- 3 juillet : Andrian Nikolaïev (né en 1929), cosmonaute soviétique.
- 13 juillet : Michio Morishima (né en 1923), mathématicien et économiste japonais.
- 21 juillet : Edward B. Lewis (né en 1918), généticien américain, prix Nobel de physiologie ou médecine en 1995.
- 28 juillet : Francis Crick (né en 1916), biologiste britannique, prix Nobel de physiologie ou médecine en 1962.
- 31 juillet : Joaquín Galarza (né en 1928), anthropologue mexicain.

- 12 août : Godfrey Newbold Hounsfield (né en 1919), ingénieur britannique, prix Nobel de physiologie ou médecine en 1979.
- 15 août : Sune Bergström (né en 1916), biochimiste suédois, Prix Nobel de physiologie ou médecine en 1982.
- 30 août : Fred Lawrence Whipple (né en 1906), astronome américain.

- 13 septembre : Luis Miramontes (né en 1925), chimiste mexicain.
- 21 septembre : Georges Laplace (né en 1918), préhistorien français.

- 3 octobre : Jacques Benveniste (né en 1935), médecin et immunologiste français.
- 4 octobre : Gordon Cooper (né en 1927), astronaute américain.
- 5 octobre : Maurice Wilkins (né en 1916), physicien britannique d'origine néo-zélandaise, prix Nobel de physiologie ou médecine en 1962.
- 9 octobre : Maxime Faget (né en 1921), ingénieur américain.
- 11 octobre : Josiane Serre (né en 1922), chimiste française.
- 19 octobre : Kenneth Iverson (né en 1920), informaticien canadien.
- 29 octobre : Peter Twinn (né en 1916), mathématicien et cryptanalyste britannique.

- 1er novembre : Jean Jacques Dozy (né en 1908), géologue néerlandais.
- 14 novembre : Helmut Zahn (né en 1916), chimiste allemand.
- 19 novembre : John Vane (né en 1927), médecin et pharmacologue britannique, prix Nobel de physiologie ou médecine en 1982.
- 8 décembre : Digby Johns McLaren (né en 1919), géologue et paléontologue canadien.
- 13 décembre : David Wheeler (né en 1927), informaticien britannique.
- 19 décembre : Herbert C. Brown (né en 1912), chimiste américain, prix Nobel de chimie en 1979.
- 25 décembre : Guennadi Strekalov (né en 1940), cosmonaute soviétique.
- 29 décembre : Julius Axelrod (né en 1912), biochimiste américain, prix Nobel de physiologie ou médecine en 1970.